# 99942 Apophis
99942 Apophis (noto in italiano anche come 99942 Apòfi e in passato con la designazione provvisoria 2004 MN4) è un asteroide near-Earth che ha causato un breve periodo di allarme nel dicembre 2004, in quanto le osservazioni iniziali indicavano una probabilità relativamente alta di collisione con la Terra nel 2029: il 27 dicembre 2004 fu calcolata l'allarmante probabilità d'impatto del 2,7%, ossia di 1 su 37. Tuttavia osservazioni successive hanno permesso di determinare l'orbita con maggior precisione e nell'aprile-maggio 2013 si è esclusa la possibilità di un impatto.

## Storia delle osservazioni
Apophis fu scoperto il 19 giugno 2004 dal Kitt Peak National Observatory, in Arizona, da Roy A. Tucker, David James Tholen e Fabrizio Bernardi del progetto di ricerca asteroidi finanziato dalla NASA all'Università delle Hawaii. Questo gruppo osservò Apophis per due notti. Al nuovo oggetto fu assegnata la designazione provvisoria di 2004 MN4.
Il 18 dicembre l'oggetto fu riscoperto in Australia da Gordon Garradd dall'Osservatorio di Siding Spring, un altro impianto NASA che si occupa del rilevamento degli asteroidi near-Earth. Ulteriori osservazioni da più parti del globo nei giorni seguenti permisero al Minor Planet Center di confermare che era lo stesso oggetto scoperto a giugno.
A questo punto la possibilità di un impatto per il 13 aprile 2029 fu calcolata dal sistema automatico SENTRY del programma NASA per lo studio degli oggetti near-Earth. NEODyS, un sistema automatico simile in uso all'Università di Pisa, in Italia, e all'Università di Valladolid, in Spagna, confermarono la possibilità di una collisione fornendo previsioni simili alle precedenti.
Nei giorni seguenti ulteriori osservazioni permisero agli astronomi di restringere il cono di incertezza e la probabilità di impatto salì fino a un picco del 2,7%, ovvero 1 su 37. Tenendo conto delle sue dimensioni, ciò portava Apophis al livello quattro sui 10 previsti dalla Scala Torino e 1,10 sulla Scala Palermo, un'analoga scala più tecnica, usate dagli scienziati per classificare la pericolosità di un asteroide in rotta di collisione con la Terra. In entrambi i casi questi sono stati i più alti valori mai raggiunti tra tutti gli oggetti valutati su queste scale.
Il 27 dicembre furono identificate alcune osservazioni pre-scoperta effettuate il 15 marzo 2004, osservazioni che consentirono di effettuare un più preciso calcolo dell'orbita. In effetti il passaggio del 2029 risultò molto più ravvicinato di quello ipotizzato nelle prime previsioni (quasi alla stessa distanza di un satellite geostazionario), ma l'incertezza dei calcoli era ormai così piccola che il rischio di impatto per quella data poteva essere escluso. Il passaggio ravvicinato del 2036 presentava ancora un certo rischio. A gennaio 2006 la probabilità cumulata della scala Palermo risultava essere di -1,39, mentre sulla scala Torino Apophis era al livello 1.
Il 30 dicembre 2009 il capo dell'agenzia spaziale russa Anatoly Perminov dichiarò l'intenzione di convocare un vertice internazionale per valutare una missione allo scopo di distruggere l'asteroide, poiché (nonostante la possibilità di accadimento dell'evento catastrofico fosse ai tempi già considerata bassa) gli effetti che essa avrebbe potuto avere sarebbero stati talmente disastrosi da rendere utile un intervento diretto per scongiurare anche quella minima possibilità.

### Stime storiche dei passaggi ravvicinati

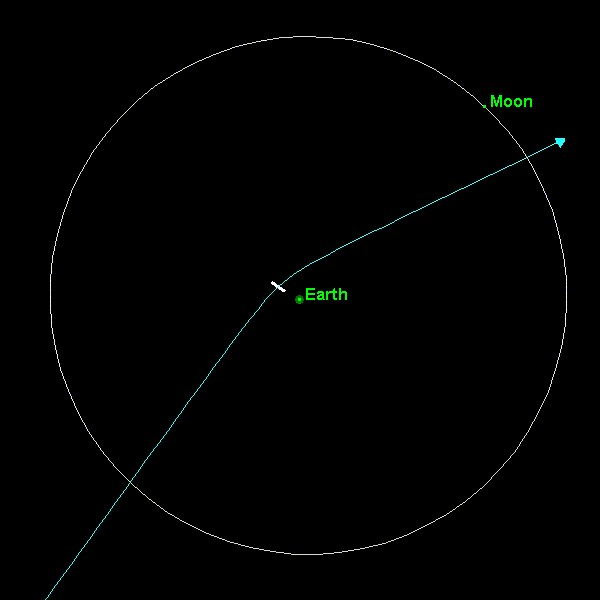
Migliore stima dell'orbita dell'asteroide nel suo passaggio ravvicinato nel 2029, la barra bianca indica l'intervallo di incertezza

Al momento della scoperta si riteneva che Apophis, il 13 aprile 2029, si sarebbe venuto a trovare a una distanza così ravvicinata alla Terra da raggiungere una magnitudine pari a 3,3, tanto da poter essere individuato a occhio nudo senza difficoltà da una vasta zona di Europa, Africa e Asia occidentale; un fatto decisamente eccezionale, visto che storicamente non sono mai stati registrati incontri con oggetti di queste dimensioni visibili a occhio nudo. Inoltre l'incontro avrebbe potuto determinare un cambiamento orbitale tale da spostare Apophis, asteroide Aten, tra gli asteroidi Apollo.
Apophis è rimasto a lungo al livello 1 della Scala Torino poiché aveva una probabilità di impatto molto bassa, ma non pari a zero, nel passaggio del 2036 a causa dell'incontro del 2029 che, alterando l'orbita dell'oggetto, rendeva incerte ulteriori previsioni, in assenza di maggiori dati. A tal proposito, Jon Giorgini del Jet Propulsion Laboratory dichiarò: «Se otteniamo misure radar nel 2013 (la prossima occasione favorevole), dovremmo poter predire la posizione di 2004 MN4 almeno fino al 2070».
Nel luglio 2005 l'ex astronauta Rusty Schweickart, in qualità di presidente della Fondazione B612, chiese formalmente alla NASA di valutare la possibilità che l'orbita dell'asteroide dopo il 2029 potesse trovarsi in risonanza orbitale con la Terra, il che avrebbe accresciuto la probabilità di impatti futuri. Perché ciò avvenga, Apophis dovrebbe passare precisamente in una determinata e ridottissima regione di spazio durante il passaggio ravvicinato del 2029, un "buco della serratura gravitazionale" largo non più di 600 metri. Schweickart chiese un'indagine sulla necessità di piazzare un transponder sull'asteroide, transponder che avrebbe permesso di tracciare con maggior precisione la sua orbita definendone l'eventuale influenza dell'effetto Yarkovsky.
Nel febbraio 2007 Schweickart annunciò che la minaccia che Apophis potesse colpire la Terra il 13 aprile 2036 stava diventando così concreta che le Nazioni Unite dovevano assumere il coordinamento di una missione spaziale internazionale basata sul progetto innovativo di un trattore gravitazionale per deviare il corpo ed evitare il possibile impatto con il nostro pianeta.
Al 6 maggio 2008, dopo 2 osservazioni radar, 5 analisi Doppler e 731 osservazioni ottiche, si definì che la probabilità di un impatto nel 2029 era stimata allo 0,0022% (1 a 45 000). Nell'ottobre 2009 una nuova stima, basata su mesi di osservazioni condotte da astronomi dell'Università delle Hawaii, abbassò la probabilità allo 0,0004% (1 a 250 000).

### Cronologia delle stime
- Il primo rapporto NASA del 24 dicembre 2004 indicava una probabilità d'impatto di "1 su 300 circa", un dato ampiamente diffuso dai media. Le stime reali della NASA erano in quel momento di 1 su 233; Apophis ottenne quindi una valutazione di pericolosità pari al livello 2 della scala Torino, il primo asteroide in assoluto a raggiungere un livello superiore a 1.
- Lo stesso giorno, sulla base di 64 osservazioni complessive, le stime furono aggiornate a 1 su 62 (1,6 %), con conseguente aggiornamento del rapporto iniziale e un salto al livello 4 della scala Torino.
- Il 25 dicembre le stime furono prima riportate a 1 su 42 (2,4 %) e più tardi, in quello stesso giorno, (sulla base di 101 osservazioni) a 1 su 45 (2,2 %). Contemporaneamente il diametro stimato dell'asteroide fu abbassato da 440 a 390 metri e la sua massa da 1,2×1011 kg a 8,3×1010 kg.
- Il 26 dicembre (sulla base di 169 osservazioni complessive) la probabilità d'impatto rimase stimata a 1 su 45 (2,2 %) mentre le stime del diametro e della massa scesero rispettivamente a 380 m e 7,5×1010 kg.
- Il 27 dicembre (sulla base di 176 osservazioni complessive) la probabilità d'impatto salì a 1 su 37 (2,7 %); il diametro fu aumentato a 390 m e la massa a 7,9×1010 kg.
- Il 27 dicembre, nel pomeriggio, una prescoperta aumentò l'arco temporale di osservazione a 287 giorni e permise calcoli più accurati, riclassificando l'avvicinamento del 2029 al livello zero della scala Torino (nessuna minaccia). La probabilità cumulativa di collisione fu stimata intorno allo 0,004%, un rischio più basso rispetto all'asteroide (144898) 2004 VD17, che ancora una volta divenne l'oggetto più pericoloso (una posizione che aveva conservato fino al novembre del 2004). Un passaggio nel 2053 comportava ancora un rischio minore d'impatto e, con la nuova orbita, Apophis rimase catalogato al livello 1 della scala Torino.
- Il 28 dicembre alle 12:23 GMT (sulla base di 139 osservazioni complessive) venne indicato il livello 1 sulla scala Torino per il 2044-04-13,29 e il 2053-04-13,51.
- Alle 01:10 GMT del 29 dicembre l'unico passaggio classificato a 1 sulla scala Torino era quello del 2053-04-13,51 sulla base di 139 osservazioni lungo un arco di 287,71 giorni (da 2004-Mar-15,1104 a 2004-Dec-27,8243).
- Alle 19:18 GMT del 29 dicembre, sulla base di 147 osservazioni lungo un arco di 288,92 giorni (da 2004-Mar-15,1104 a 2004-Dec-29,02821), gli incontri ravvicinati furono ridotti a 4 in totale.
- Alle 13:46 GMT del 30 dicembre, nessun passaggio è classificato sopra il livello 0, sulla base di 157 osservazioni lungo un arco di 289,33 giorni (da 2004-Mar-15,1104 a 2004-Dec-29,44434). L'incontro più pericoloso è stimato a 1 su 7 143 000.
- Alle 22:34 GMT del 30 dicembre, sulla base di 157 osservazioni lungo un arco di 289,33 giorni (da 2004-Mar-15,1104 a 2004-Dec-29,44434), un passaggio al livello 1 (scala Torino) e 3 altri passaggi al livello zero.
- Alle 03:57 GMT del 2 gennaio 2005, sulla base di 182 osservazioni lungo un arco di 290,97 giorni (da 2004-Mar-15,1104 a 2004-Dec-31,07992), un passaggio al livello 1 (scala Torino) e 19 altri passaggi al livello zero.
- Alle 14:49 GMT del 3 gennaio, sulla base di 204 osservazioni lungo un arco di 292,72 giorni (da 2004-Mar-15,1104 a 2005-Jan-01,82787), un passaggio al livello 1 (scala Torino) e 15 altri passaggi al livello zero.
- Osservazioni radar estremamente precise compiute all'osservatorio di Arecibo il 27, 28 e 30 gennaio perfezionarono ulteriormente l'orbita e mostrarono che nell'incontro ravvicinato dell'aprile 2029 Apophis sarebbe passato a solo 5,6 raggi terrestri di distanza, a metà circa della distanza precedentemente stimata.
- Un'osservazione radar del 7 agosto 2005 ha rifinito ulteriormente l'orbita e ha escluso la possibilità di un impatto nel 2035. Soltanto l'incontro del 2036 rimane al livello 1 della scala Torino.
- agosto 2006 ulteriori osservazioni hanno ridotto il rischio d'impatto a meno di 1 su 40 000 portando l'evento al livello 0 della scala Torino.
- Il 7 ottobre 2009, sulla base di nuove osservazioni e simulazioni, il rischio d'impatto fu ulteriormente ridotto ad 1 su 233 000.
- Osservazioni effettuate tra il 15 aprile e il 6 maggio 2013 hanno portato ad escludere la possibilità di un impatto.

### Effetti nel caso di impatto
La NASA inizialmente stimò l'energia che Apophis avrebbe liberato colpendo il nostro pianeta equivalente a 1480 megatoni (114000 volte l'energia liberata da Little Boy, la bomba atomica sganciata dagli Stati Uniti su Hiroshima, in Giappone). Una successiva stima più precisa indicò 870 megatoni (circa 65500 volte la bomba di Hiroshima). Per fare un confronto, nell'impatto che ha generato il cratere di Barringer si stima sia stata liberata un'energia pari a circa 10-20 megatoni, l'eruzione del vulcano Krakatoa nel 1883 ha approssimativamente generato l'equivalente di 200 megatoni, mentre la Bomba Zar, il più potente ordigno nucleare mai fatto esplodere, ha liberato un'energia pari a 50 megatoni. Gli effetti esatti di ogni singolo impatto possono variare a seconda della composizione dell'asteroide, del luogo e dell'angolo di impatto. In ogni caso, i danni causati sarebbero stati particolarmente ingenti su un'area di migliaia di chilometri quadrati mentre risultava improbabile l'eventualità di effetti globali duraturi, ad esempio un "inverno da impatto".
In base all'ora prevista di impatto (13,89 aprile, ovvero circa le 21:20 UTC del 13 aprile) e al fatto che l'asteroide si sarebbe avvicinato alla Terra dall'esterno della sua orbita, la collisione con Apophis avrebbe probabilmente riguardato l'emisfero orientale (fusi orari da +3 UTC a +10 UTC).
Ogni potenziale impatto sarebbe avvenuto alla velocità di 12,59 km/s (pari a 45324 km/h).

### Possibilità di deflessione
L'ESA stimò che una missione di modeste dimensioni avrebbe potuto essere mandata a colpire l'asteroide causando una modifica della sua orbita sufficiente ad evitare l'impatto. I ricercatori dell'Advanced Concepts Team determinarono una serie molto ampia di finestre di lancio per una missione efficace. La missione ESA denominata Don Quijote risultò in questo senso pionieristica in quanto si riprometteva di dimostrare la possibilità di deflettere alcune classi di asteroidi utilizzando la tecnica dell'impatto cinetico, secondo molti la più adatta anche per il caso ipotetico di Apophis.

#### Il "trattore gravitazionale"
Diverse ricerche evidenziano che gli asteroidi sono spesso formati da materiale incoerente, e un'esplosione potrebbe trasformarli in uno sciame che colpirebbe ugualmente la Terra. Per aggirare questo rischio il ricercatore Ed Lu sviluppò il progetto di un "trattore gravitazionale", descritto nei particolari in un articolo sulla rivista Nature, consistente in una astronave teleguidata che sarebbe entrata nel campo gravitazionale di Apophis legandovisi, e tramite getti propulsori deviare quindi la rotta dell'asteroide. Ed Lu precisò che la durata della missione di salvataggio sarebbe stata di circa 12 giorni, per un costo di circa 300 milioni di dollari.

### Missioni spaziali
La sonda della NASA OSIRIS-REx, lanciata nel 2016, ha prelevato campioni dall'asteroide Apollo 101955 Bennu che nel 2023 ha riportato sulla Terra. Successivamente nell'estensione della sua missione la sonda è stata ridenominata OSIRIS-APEX (OSIRIS-Apophis Explorer) e nel 2029 in occasione dell'incontro ravvicinato con la Terra, quando l'asteroide passerà a una distanza di un decimo della distanza Terra-Luna, la sonda si avvicinerà ad Apophis e lo studierà per un periodo di 18 mesi.
Nel luglio del 2024 è stata annunciata, inoltre, la missione Ramses (Rapid Apophis Mission for Space Safety) dell'Agenzia Spaziale Europea. La sonda Ramses insieme a due cubesat nel 2029 incontrerà l'asteroide due mesi prima che passi sulla Terra e lo accompagnerà per osservare come viene deformato e modificato dalla gravità del pianeta. Analizzando come cambia Apophis durante il sorvolo, gli scienziati avranno dati sulla risposta di un asteroide alle forze esterne, sulla sua composizione, struttura interna, coesione, massa, densità e porosità. Il primo cubesat analizzerà le polveri rilasciate dall'asteroide e la sua struttura interna, il secondo analizzerà la forma e le sue proprietà geologiche. La sonda tenterà anche un atterraggio e se avrà successo potranno misurare anche le attività sismiche dell'asteroide

## Nome
Quando fu scoperto, all'oggetto fu assegnata la designazione provvisoria 2004 MN4 (a volte indicata anche come 2004 MN4). Il 24 giugno 2005, una volta determinata con sufficiente precisione la sua orbita, ricevette la numerazione ordinale permanente 99942; si trattava in assoluto del primo oggetto numerato con possibilità di collisione con la Terra. Il 19 luglio 2005 ricevette dunque la designazione definitiva "(99942) Apophis", dal nome greco del dio dell'Antico Egitto Apopi, detto "il Distruttore", nemesi di Ra, che dimora nelle oscurità eterne del Duat, il mondo sotterraneo e tenta di distruggere il Sole nel suo ciclico passaggio notturno.
Anche se il richiamo alla divinità mitologica egizia può essere corretto, è da notare che Tholen e Tucker (due dei co-scopritori dell'asteroide) sono fan della serie televisiva di fantascienza Stargate SG-1. Nelle prime stagioni del telefilm, l'antagonista principale era un alieno che portava il nome del dio egizio Apophis e cercava ripetutamente di attaccare la Terra.
Dal 21 luglio 2005 al 19 febbraio 2006, quando 117506 Wildberg ricevette la denominazione ufficiale, è stato l'asteroide denominato con il più alto numero ordinale. Prima della sua denominazione, il primato era di 99905 Jeffgrossman.

## Caratteristiche
Apophis appartiene al gruppo degli asteroidi Aten, corpi minori la cui orbita ha un semiasse maggiore inferiore a un'unità astronomica. Apophis, in particolare, ruota attorno al Sole con un periodo orbitale pari a circa 323 giorni, e la sua orbita lo porta ad attraversare per due volte quella della Terra a ogni rivoluzione.
In base alla luminosità osservata, si era inizialmente stimato che il suo diametro fosse all'incirca 415 metri; una stima più precisa, basata sulle osservazioni spettroscopiche effettuate nel 2005 alle Isole Hawaii presso l'Infrared Telescope Facility della NASA da Binzel, Rivkin, Bus e Tokunaga, indicò un diametro di circa 320 m e una massa di 4,6×1010 kg. Ulteriori stime hanno ridotto la stima del diametro a circa 270 metri. La sua gravità superficiale è stimata in 0,0023 cm/s².